# Atarba brevicornis
Atarba brevicornis är en tvåvingeart som beskrevs av Alexander 1929. Atarba brevicornis ingår i släktet Atarba och familjen småharkrankar.
Artens utbredningsområde är Paraguay. Inga underarter finns listade i Catalogue of Life.